# 人権週間

## 制定
1948年12月10日の国際連合第3回総会において世界人権宣言が採択されたことを記念して、1949年に法務省と全国人権擁護委員連合会が12月10日を最終日とする1週間（12月4日-12月10日）を人権週間と定めた。